# Abatus Bay
Abatus Bay – zatoka położona u wybrzeży Antarktydy, w północno-wschodniej części Zatoki Prydza, około 2 km na północ od stacji polarnej Davis. Nazwa zatoki pochodzi od jeżowców z rodzaju Abatus, które występują w dużym zagęszczeniu wzdłuż wybrzeża w pobliżu stacji Davis. 